# Echter Schulterläufer
Der Echte Schulterläufer (Pterostichus oblongopunctatus) ist ein Käfer aus der Familie der Laufkäfer (Carabidae).

## Merkmale
Die Käfer erreichen eine Körperlänge von 9 bis 12 Millimetern. Ihr Körper ist schwarz gefärbt und hat einen grünlichen oder bronzenen Schimmer. Die Deckflügel (Elytren) sind längsgerillt und tragen im dritten Streifen vier bis sieben, meist fünf tiefe Porenpunkte. Der ähnliche Viergrubige Grabkäfer (Pterostichus quadrifoveolatus) besitzt meist nur drei solcher Punkte. Die Schienen (Tibiae) und Tarsen sind braunrot gefärbt. Der Halsschild hat die Form eines Herzens und trägt an seiner Basis zwei breite, schlitzartige Einkerbungen.

### Ähnliche Arten
- Viergrubiger Grabkäfer (Pterostichus quadrifoveolatus)

## Vorkommen
Die Tiere kommen in Europa und Asien, östlich bis nach Japan und nördlich über den Polarkreis hinaus vor. Sie leben in trockenen oder leicht feuchten Laub- und Nadelwäldern, besonders auf sauren Humusböden. Man findet sie vom Flachland bis in Höhen von etwa 2000 Metern in morschen Baumstümpfen oder unter Rinde und Steinen. Sie sind sehr häufig.

## Lebensweise
Die nachtaktiven Käfer paaren sich im Frühjahr, die neue Generation schlüpft im Herbst und überwintert in Moos, unter Laub oder in morschem Holz. Die Larven leben ebenso in Moos oder Laub.